# Mistrzostwa Świata Par na Żużlu 1972
Mistrzostwa Świata Par 1972 – trzecia edycja w historii na żużlu. Wygrała para angielska - Ray Wilson i Terry Betts.

## Półfinały

### Pierwszy półfinał
- 11 maja 1972 r. (czwartek),  Londyn - stadion Wimbledon
- Awans: 3

| Miejsce | Kraje         | Suma | Zawodnicy                     | Pkt.  | Pkt bieg. |
| ------- | ------------- | ---- | ----------------------------- | ----- | --------- |
| 1       | Nowa Zelandia | 27   | Ivan Mauger Ronnie Moore      | 15 12 | b.d       |
| 2       | Anglia        | 25   | Ray Wilson Terry Betts        | 14 11 | b.d       |
| 3       | Szwecja       | 22   | Anders Michanek Bengt Jansson | 11 11 | b.d       |
| 4       | Szkocja       | 15   | Jim McMillan George Hunter    | 9 6   | b.d       |
| 5       | Australia     | 14   | Geoff Curtis Garry Middleton  | 7 7   | b.d       |
| 6       | Dania         | 9    | Ole Olsen Paul Rosenkilde     | 7 2   | b.d       |
| 7       | Norwegia      | 9    | Öyvind Berg Reidar Eide       | 6 3   | b.d       |

### Drugi półfinał
- 14 maja 1972 r. (niedziela),  Debreczyn
- Awans: 3

| Miejsce | Kraje          | Suma | Zawodnicy                  | Pkt. | Pkt bieg. |
| ------- | -------------- | ---- | -------------------------- | ---- | --------- |
| 1       | Polska         | b.d. | brak danych                | b.d. | b.d       |
| 2       | Węgry          | b.d. | Ferenc Radácsi Pál Perényi | b.d. | b.d       |
| 3       | Czechosłowacja | b.d. | Jan Verner Václav Verner   | b.d. | b.d       |
| 4       | b.d            | b.d. | brak danych                | b.d  | b.d       |
| 5       | b.d            | b.d. | brak danych                | b.d  | b.d       |
| 6       | b.d            | b.d. | brak danych                | b.d  | b.d       |
| 7       | b.d            | b.d. | brak danych                | b.d  | b.d       |

## Finał
- 1 czerwca 1972 r. (czwartek),  Borås

| Miejsce | Kraje          | Suma | Zawodnicy                                | Pkt.    | Pkt bieg. |
| ------- | -------------- | ---- | ---------------------------------------- | ------- | --------- |
| 1       | Anglia         | 24+3 | Ray Wilson Terry Betts                   | 15+3 9  | b.d       |
| 2       | Nowa Zelandia  | 24+2 | Ivan Mauger Ronnie Moore                 | 14+2 10 | b.d       |
| 3       | Szwecja B      | 22+3 | Bernt Persson Hans Holmqvist             | 13+3 9  | b.d       |
| 4       | Szwecja A      | 22+2 | Anders Michanek Bengt Jansson            | 15+2 7  | b.d       |
| 5       | Polska         | 15   | Zbigniew Marcinkowski Wiktor Jastrzębski | 13 2    | b.d       |
| 6       | Czechosłowacja | 12   | Jiří Štancl Jan Holub                    | 7 5     | b.d       |
| 7       | Węgry          | 6    | Ferens Radacsi Pal Perenyi               | 6 0     | b.d       |